# ディーナ・タイラー
ディーナ・タイラー（Dana Tyler、1958年11月24日 - ）は、アメリカ・ニューヨーク市にあるCBSの支局・WCBS-TVの女性ニュースキャスター、リポーター。
ジム・ローゼンフィールドと共に平日昼間と夕方18:00 - 18:30に放送されるローカルニュース『CBS 2 News』のキャスターである。マーケティングとブロードキャスト・ジャーナリズム専攻でボストン大学大学院修了。

## キャリア
WCBS-TVに移籍してからは、ニューヨークのテレビ界でエリン・アナストス（FOX）、ジョン・ジョンソン、ミッチェル・マーシュ（いずれもNBC）、イラ・ジョー・フィッシャー（CBS）などの大物キャスターと肩を並べる程の地位を得た。
また、彼女はCBSきっての有名キャスターであったジム・ジェンセンの最後のパートナーとしても知られている。
1996年、CBSはキャスター、スポーツキャスター、リポーター、天気キャスターなどを大量に解雇したが、ディーナは同局に留まる事が出来た。現在、彼女が持つ番組の前身キャスターであるジョン・ジョンソンとミッチェル・マーシュは、この大量解雇の日に「Well see you at 11（では、また11時に…）」と言って番組を終わらせた直後に解雇される、という悲惨なものであった。ディーナは皮肉にも彼らの解雇によって同放送局のメインキャスターの地位を得たのだった。
1996年、ニューヨーク市地下鉄で火炎瓶が投げられた事件についてリポートした彼女はエミー賞を受賞。2004年にはニューヨーク市の停電のニュースで再び同賞を受賞。「カラーパープル」というドキュメンタリーでニューヨーク・アソシエーション・オブ・ブラック・ジャーナリスト賞(New York Association Of Black Journalist Award)を受賞しており、その他多数のエミー賞ノミネート経験を有する。
彼女は熱心なボランティア、チャリティー活動家であり15000人のメンバーからなるボード・オブ・トラスティーズ・オブ・ラーニング(Board of trustees of learning)とニューヨーク・プレス・クラブ(New York Press Club)のメンバーでもある。
2007年、オハイオ州のワシントン高校、ボストン大学より名誉卒業生の称号を贈られた。
非常に明るくハキハキとした喋り方が特徴的。
私生活ではブロードウェイミュージカル、「ターザン」の取材で出会ったミュージシャンのフィル・コリンとのデートが週刊誌に撮られマンハッタンのアッパーウェストサイドに200万ドル(約2億3000万円)で彼が彼女にマンションを購入したとローカル新聞が書いた。彼女は現在離婚歴のある独身でコネチカット州スタンフォード在住。